# Banská Štiavnica
Banská Štiavnica (Ausspracheⓘ, bis 1927 slowakisch Baňská Štiavnica; deutsch Schemnitz, ungarisch Selmecbánya, häufig auch kurz Selmec, lateinisch Schemnicium, auch Schemnitzium o. ä.) ist die älteste Bergstadt der Slowakei. 1993 wurde die Stadt ins Weltkulturerbe-Verzeichnis der UNESCO aufgenommen. Zum 31. Dezember 2024 waren in der Stadt 9293 Einwohner zu verzeichnen.

## Geographie
Die Stadt liegt inmitten der Schemnitzer Berge, eines erloschenen vulkanischen Gebirges, das auch als Landschaftsschutzgebiet Štiavnické vrchy gesetzlich geschützt wird. Durch die Stadt fließt die Štiavnica, die im Stadtgebiet fast komplett unterirdisch verläuft. Um den kleinen Talkessel, in dem die Stadt liegt, erheben sich zwei Berge: die Kalvária (Höhe 726 m n.m.) sowie der Sitno weiter südlich (Höhe 1009 m n.m.; höchste Erhebung der Štiavnické vrchy). Während der Talkessel weitgehend entwaldet ist, wachsen in den Bergen Fichten, Kiefern und Tannen. Die umliegende Landschaft wird zudem auch durch eine Anzahl der sog. tajchy (Stauseen) geprägt. Banská Štiavnica ist 30 Kilometer von Zvolen, 47 Kilometer von der Regionalhauptstadt Banská Bystrica und etwa 175 Kilometer von der Hauptstadt Bratislava entfernt (Straßenentfernung). Das Gemeindegebiet umfasst annähernd 47 Quadratkilometer.
Die Stadt setzt sich aus folgenden Stadtteilen zusammen:
- Banky (1971–1998 Gemeindeteil von Vyhne)
- Banská Štiavnica (deutsch Schemnitz)
- Počúvadlianske Jazero (deutsch Pockhauser Teich)
- Sitnianska (vorher auch „Podsitnianska“, 1971 eingemeindet; deutsch Neustift)
- Štefultov (um 1850 nach Sitnianska eingemeindet; deutsch Steffelsdorf)

Die folgenden Angaben beziehen sich auf die Luftlinie zum nächsten Ortszentrum und die Entfernungen sind auf halbe Kilometer kaufmännisch gerundet. Städte sind fett hervorgehoben.
| Vyhne 8,5 km                           | Sklené Teplice, Žiar nad Hronom 8 km, 15 km | Banská Belá, Zvolen 3,5 km, 21,5 km |
| Hodruša-Hámre, Žarnovica 9,5 km, 14 km | Kompassrose, die auf Nachbargemeinden zeigt | Banský Studenec 6 km                |
| Štiavnické Bane, Levice 3 km, 34 km    | Ilija, Šahy 4,5 km, 43,5 km                 | Svätý Anton, Krupina 5 km, 17,5 km  |

## Geschichte

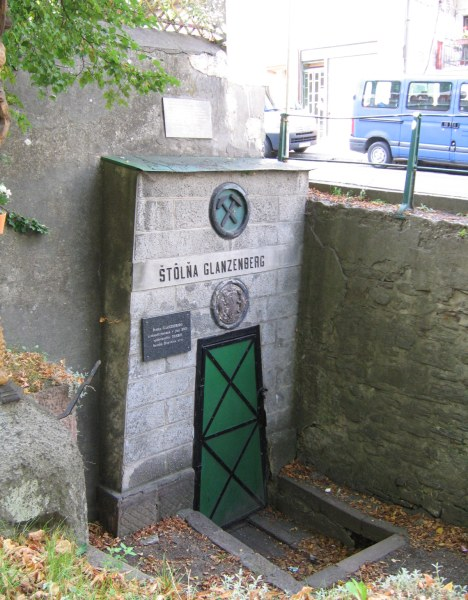
Der Stollen Glanzenberg

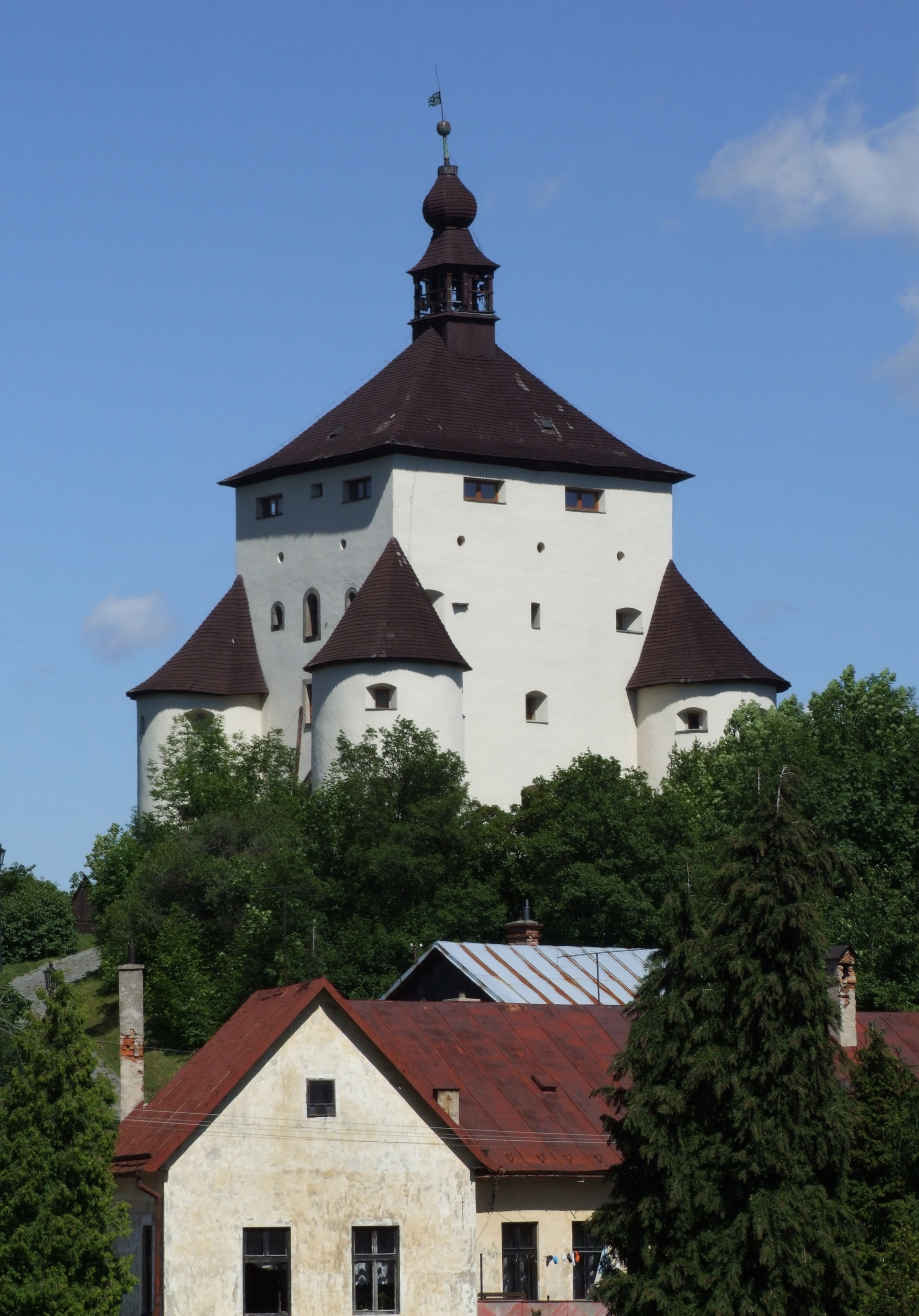
Das Neue Schloss oberhalb der Stadt

Der Ort ist ein alter Siedlungsplatz mit ersten nachgewiesenen Funden aus der Steinzeit. Nach weiteren Kulturen siedelten sich die Kelten gegen Ende des 3. Jahrhunderts v. Chr. an und förderten Gold aus den Flüssen. Es handelte sich um eine saisonale Siedlung, die nur in für den Bergbau geeigneten Monaten bewohnt war. Im Stollen Glanzenberg wurde 1982 importierte römische Keramik entdeckt, was auf Handel mit den Römern hinweist. Für die Zeit vom Ende des 3. bis zum 11. Jahrhundert wurden jedoch bis heute keine Funde, die auf menschliche Anwesenheit hindeuten könnten, aufgefunden.
Erst mit der Erschließung des Gebiets durch den frühen ungarischen Staat ist der Bergbau im ungarischen Erzgebirge wieder belegt, zum ersten Mal im Jahre 1075. 1156 wird die Stadt in einer Urkunde als terra banensium („Land der Bergleute“) erwähnt. Manchen Historikern zufolge ist diese Urkunde jedoch gefälscht. 1217 wird die Gegend als Bana erwähnt. Seit dem späten 12. Jahrhundert haben sich deutsche Kolonisten, mehrheitlich aus Sachsen und dem Alpenraum, in mehreren Wellen angesiedelt. Schon im 13. Jahrhundert war die Stadt für ihren Gold- und Silberabbau bekannt und erhielt wahrscheinlich noch vor dem Mongoleneinfall 1241 im Jahr 1237 (sicherlich aber im Jahr 1255) das Stadtrecht und war als eine Königliche Freie Bergstadt eingestuft.
1380 schloss sich die Stadt mit Neusohl und Kremnitz zu einem Bündnis zusammen, um Bergbauprobleme lösen zu können. Später wurde dieses Bündnis um die Städte Libethen, Dilln, Pukanz und Königsberg erweitert und wandelte sich so zu den Freien Bergstädten.
Im 15. Jahrhundert wurde die Stadt zum Schauplatz der Konflikte um den ungarischen Thron. Im Rahmen der Auseinandersetzungen zwischen den Anhängern von Vladislav I. und Ladislaus Postumus (den die Bergstädte unterstützten) wurde die Stadt 1442 niedergebrannt; viele Einwohner verloren dabei ihr Leben. Die Vernichtung wurde nur ein Jahr später von einem Erdbeben vollendet. Der Wiederaufbau konnte erst während der Herrschaft von Matthias Corvinus, der die Stadt von verschiedenen Gebühren befreite, stattfinden. 1513 wurde das alte Stadtrecht wieder bestätigt.
Die schlechte wirtschaftliche Lage am Anfang des 16. Jahrhunderts, die vor allem mit den Kriegen gegen die Osmanen sowie mit Aufständen zu tun hatte, sowie Streitigkeiten der Stadt mit der Familie Dóczy ebenso wie große Schulden bei den Thurzos dienten als Auslöser für den Bergleute-Aufstand von 1525/26. Nachdem die vorrückende osmanische Armee 1541 die Hauptstadt Buda eingenommen hatte, musste sich die Stadt gegen mögliche türkische Angriffe befestigen. So entstand neben den äußeren und inneren Befestigungsring das sog. Alte Schloss, das ursprünglich eine Kirche war. 1564–1571 wurde das Neue Schloss errichtet. Die Stadt hatte nun eine Garnison und einen Spionagedienst, der über türkische Truppenbewegungen Bericht erstattete. Zu dieser Zeit wurden die Bergstollen, die bisher weitgehend von privaten Unternehmen kontrolliert worden waren, an die habsburgische Regierung in Wien und deren Ärar übertragen.
In der Umgebung der Stadt wurde im Jahr 1627 erstmals der Einsatz von Schwarzpulver im Bergbau dokumentiert. Die schon schlechte Lage wurde im 17. Jahrhundert noch schlimmer, als die Kontrolle zwischen den aufständischen Armeen und dem kaiserlichen Hof wechselte. Daneben musste man auch mit weiteren türkischen Angriffen und Aufständen der Bergleute rechnen. 1703–1711 stand die Stadt unter der Kontrolle der Anhänger von Franz II. Rákóczi, 1710 brach dort eine verheerende Pest aus. Diese Ereignisse verursachten in der Stadt einen enormen Schuldenstand. Zusätzlich wurde die Situation durch die fallende Effizienz des Bergwerks noch verschärft. Zwei Jahrzehnte zuvor war die höchste Jahresförderung erreicht worden – 29.000 kg Silber und 605 kg Gold im Jahre 1690.
Erst nach dem Frieden von Sathmar konnte die Stadt eine weitere Blütezeit erleben. Um eine Schließung des Bergwerks durch Wassereinbrüche zu verhindern und zugleich Wasserenergie für den nur schwach versorgten Ort zu gewinnen, errichtete man sechzig Stauseen, die sog. tajchy, und installierte ein kompliziertes Pumpensystem. 1722 wurden Teile des Bergwerks, die durch Wassereinbrüche unzugänglich geworden waren, mit einer Feuermaschine trockengelegt. Der Engländer Isaac Potter und Joseph Emanuel Fischer von Erlach errichteten damit die erste Feuermaschine auf dem Festland. Johann Georg Keyßler schrieb darüber 1751: „Sie that ihre gute Wirkung und leerete in acht Stunden so viel Wasser aus, als sich in vier und zwanzig Stunden zu sammeln pflegte. Man behauptet auch, dass sie mit gar wenigem Holze innerhalb vier und zwanzig Stunden vierzig tausend Eimer (jeder zu vierzig wienerischen Maaßen gerechnet) aus der Tiefe bringen konnte.“
1735 wurde eine Bergschule gegründet, die direkte Vorgängerin der zwischen 1763 und 1770 entstandenen Bergakademie Schemnitz (siehe unten). 1746 wurde in der Stadt zum ersten Mal eine Wasserleitung installiert. Insbesondere während der Herrschaft von Maria Theresia wuchs die Stadt so schnell, dass sie 1782 mit mehr als 20.000 Einwohnern die drittgrößte Stadt des gesamten Königreichs Ungarn nach Pressburg und Debrezin war.
Im 19. Jahrhundert kam es zu einem Verfall des Bergbaus, worauf auch Bergleute aus der Stadt wegzogen. 1873 bis 1954 war die Stadt mit dem Nachbarort Banská Belá vereinigt (offizieller Name Banská Štiavnica a Banská Belá). Als einzige Bergstadt in der Gegend wurde die vereinigte Stadt 1876 zum Stadtkreis erklärt und unterlag somit nicht direkt dem Komitat Hont, sondern dem ungarischen Innenministerium.
Nach dem Ende des Ersten Weltkriegs wurde die Stadt Anfang 1919 von den tschechoslowakischen Truppen besetzt. Am 6. Juni 1919 wurde sie noch von der Ungarischen Räterepublik eingenommen, deren Armee musste sich aber am 10. Juni wieder zurückziehen. Damit fiel die Stadt endgültig an die Tschechoslowakei und später Slowakei.
Im Holocaust wurden mindestens 93 jüdische Bewohner ermordet, die vor dem Krieg in Banská Štiavnica gelebt hatten und größtenteils deportiert wurden. In der Stadt selbst wurden mindestens 13 Juden ermordet, darunter vier verbliebene jüdische Bewohner.
Der Slowakische Nationalaufstand führte 1944 zu Ausschreitungen und Morden an der deutschen Bevölkerung. Am 27. September kam es am Bahnhof von Schemnitz/Banská Štiavnica (wie auch in anderen Städten der Gegend) zu Erschießungen von Deutschen mit 83 Opfern. In den Folgejahren wurden die Deutschen vollständig aus der Stadt vertrieben. Dieses Thema wurde in der Zeit der kommunistischen Herrschaft tabuisiert; erst nach der Wende konnte in der Stadt ein Denkmal für die ermordeten Karpatendeutschen errichtet werden.
1993 wurde die Stadt in das UNESCO-Welterbe aufgenommen. 1994 wurde der letzte noch bestehende Bergbaubetrieb eingestellt.
2017 wurde Banská Štiavnica der Ehrentitel „Reformationsstadt Europas“ durch die Gemeinschaft Evangelischer Kirchen in Europa verliehen.

### Ortsname
Der Ortsname ist aus den Namen der ursprünglichen slawischen Orten Bana und Štiavnica zusammengesetzt, die sich noch im 13. Jahrhundert zusammengeschlossen haben. Der Namensteil Banská ist ein Adjektiv zum slowakischen Wort baňa ‚Bergwerk‘ mit nicht ganz gesicherter Etymologie: nach älteren Quellen soll es vom lateinischen balnea abgeleitet worden sein, mit Betonung auf gewölbte Bauten in Thermen, mit Zusatzbedeutungen in slawischen Sprachen für gewölbte Gefäße sowie kreisförmige Gruben, die beim Erztagebau entstanden. Der slowakische Historiker Šimon Ondruš nennt die Wörter báň oder rúbanisko, also Stellen, wo man das gewonnene Erz zerbricht, als Quellen des slowakischen Wortes baňa. Das Štiavnica besteht aus der Wurzel Štiav|n, die sich auf ein säuerhaltiges Gewässer bzw. auf eine Sauerquelle bezieht, sowie dem Ortsnamensuffix -ica. Dieses Wort ist in abgeänderter Form von den deutschen Siedlern als Schemnitz übernommen worden. Weiter ist es Ursprung der ungarischen Bezeichnung Selmec im Ortsnamen Selmecbánya.

## Bergakademie

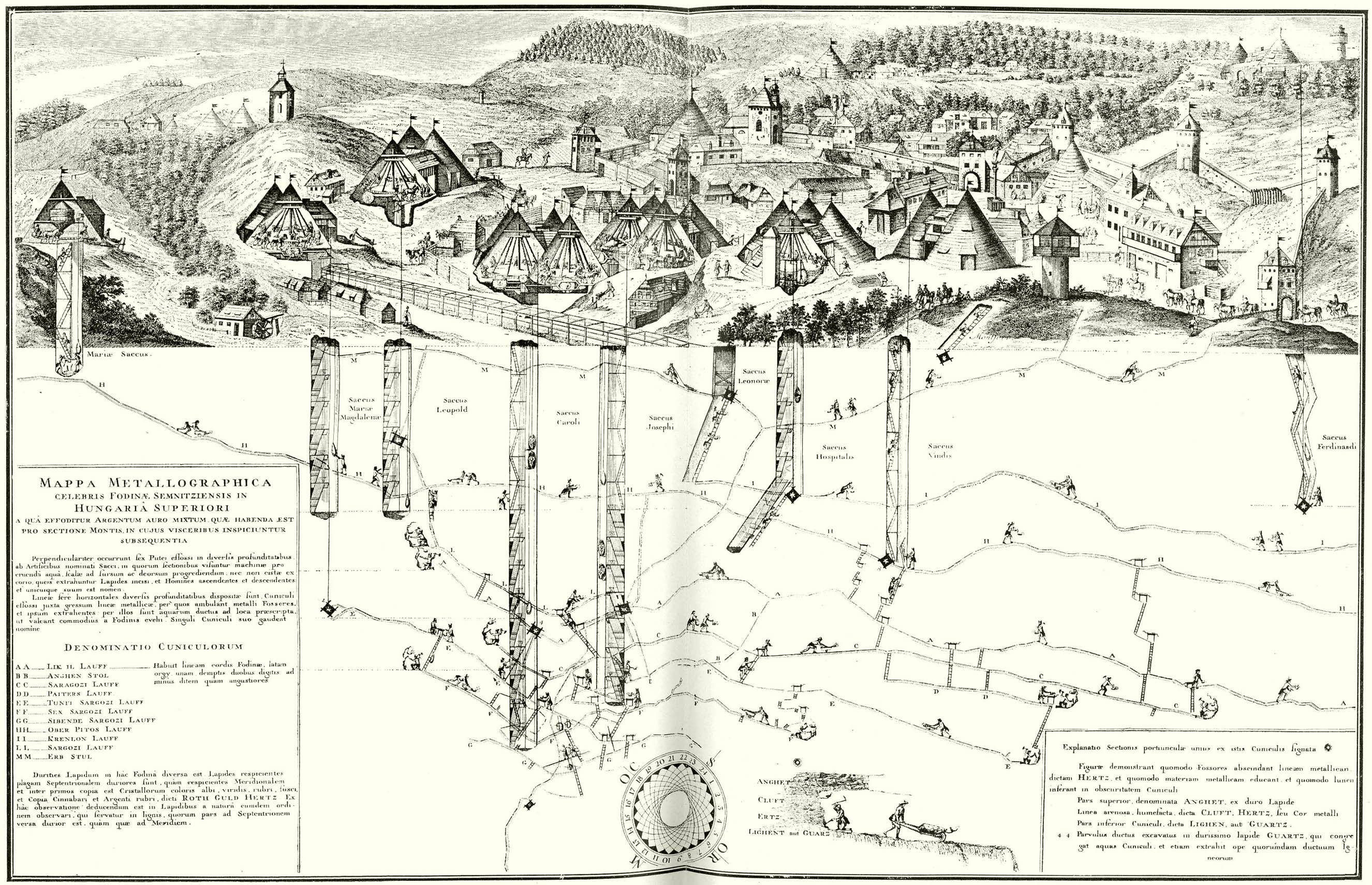
Die von Pferdegöpeln geprägte Bergbaulandschaft in und um Banská Štiavnica Anfang des 18. Jahrhunderts

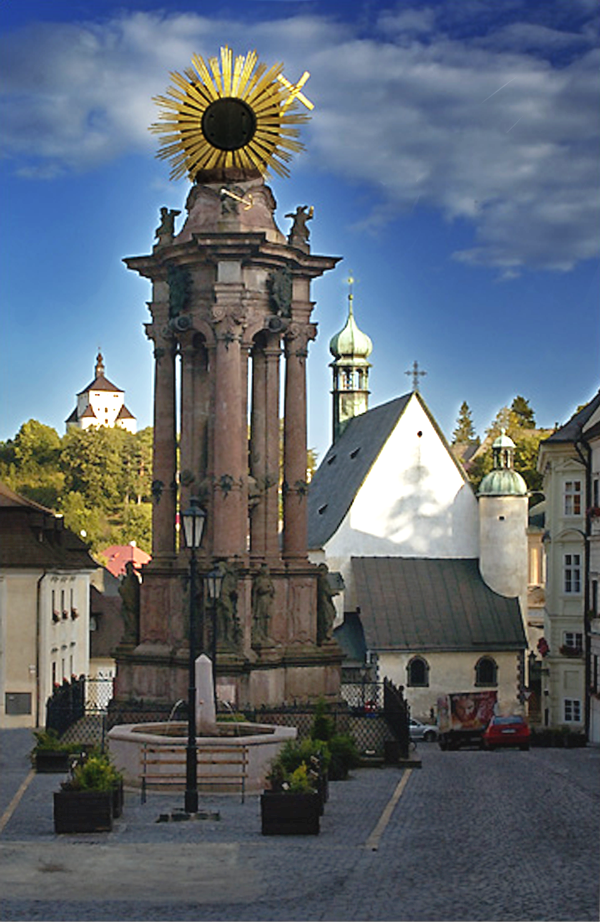
Dreifaltigkeitsplatz (Trojičné námestie)

1735 kam es in Schemnitz (Banská Štiavnica) zur Gründung einer Bergschule (Bergschola), die zwischen 1763 und 1770 schrittweise zur späteren Bergakademie ausgebaut wurde. Nach anfänglich starkem Wachstum sank ab der zweiten Hälfte des 19. Jahrhunderts die Bedeutung der Schule ab.
Die Gründung der Tschechoslowakei im Jahre 1918 führte schließlich im folgenden Jahr zum Abzug der Professoren nach Sopron in Ungarn. Im Areal der Hochschule wurde eine Chemie-, Bergbau- und forstwirtschaftliche Fachschule gegründet, die teilweise bis heute betrieben werden.

## Bevölkerung

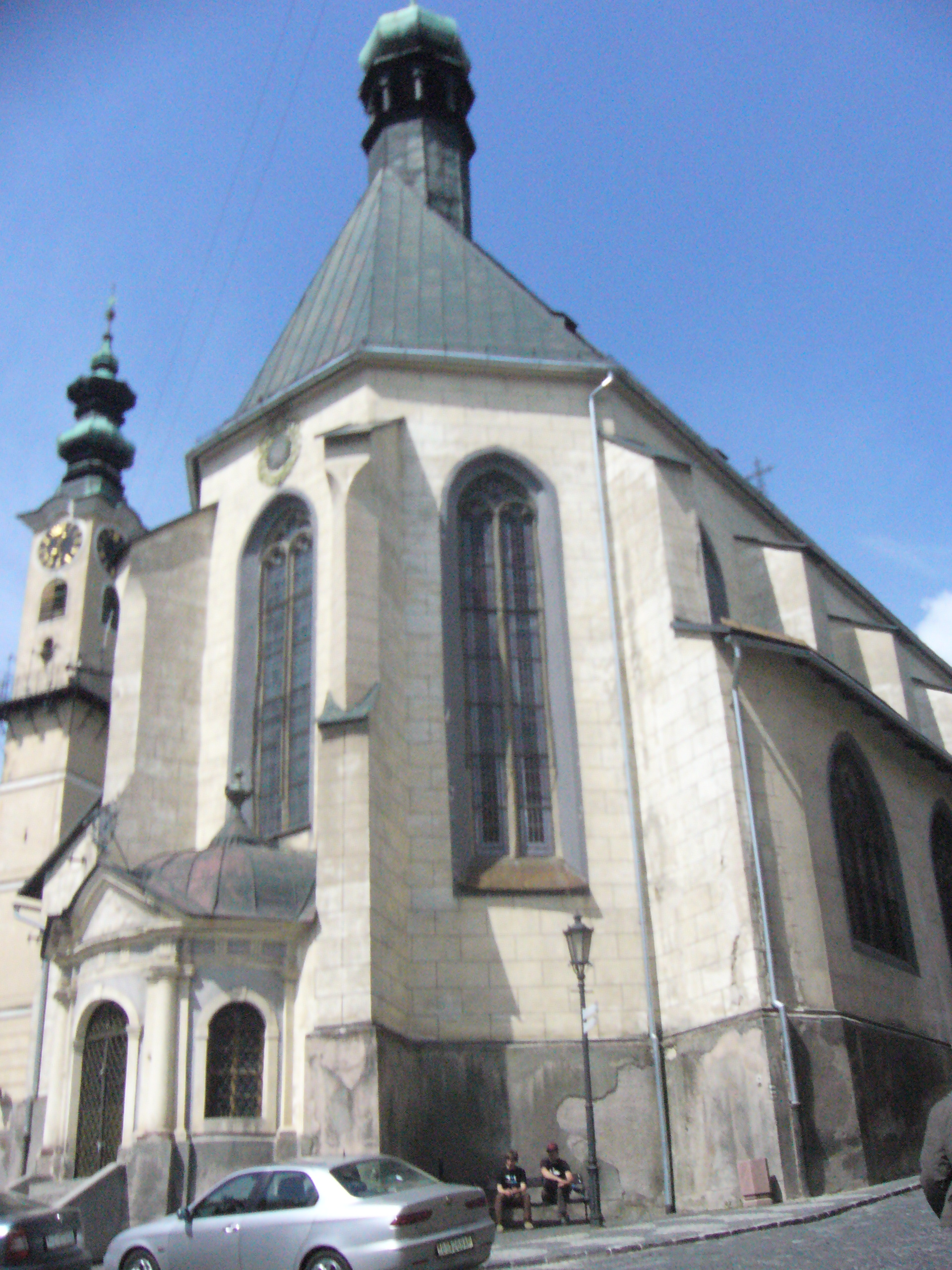
Kirche der Hl. Katharina in der Innenstadt

Gemäß der Volkszählung 2011 wohnten in Banská Štiavnica 10.409 Einwohner, davon 9.006 Slowaken, 51 Roma, 42 Tschechen, 35 Magyaren, jeweils drei Ukrainer und Mährer, jeweils zwei Deutsche, Juden, Polen, Russen und Russinen und ein Serbe; sieben Einwohner waren anderer Ethnie. 1.251 Einwohner machten keine Angabe. 5.728 Einwohner gehörten zur römisch-katholischen Kirche, 702 Einwohner zur evangelischen Kirche A. B., 45 Einwohner zur griechisch-katholischen Kirche, 30 Einwohner zu den Zeugen Jehovas, 27 Einwohner zu den Siebenten-Tags-Adventisten, 25 Einwohner zu den Baptisten, 21 Einwohner zur evangelisch-methodistischen Kirche, 18 Einwohner zur kongregationalistischen Kirche, 13 Einwohner zur reformierten Kirche und elf Einwohner zur altkatholischen Kirche. Alle weiteren Konfessionen hatten weniger als zehn Gläubige, zusätzlich gehörten 115 Einwohner einer anderen, in den Statistiken nicht aufgeführten Konfession. 2.016 Einwohner waren konfessionslos und bei 1.623 Einwohnern wurde die Konfession nicht ermittelt.
Auszug aus den Ergebnissen der Volkszählung 2001 (10.874 Einwohner):
| Nach Ethnie: - 93,92 % Slowaken - 2,02 % Roma - 0,57 % Tschechen - 0,40 % Magyaren - 0,11 % Deutsche | Nach Konfession: - 64,97 % römisch-katholisch - 18,90 % konfessionslos - 7,63 % evangelisch - 6,12 % keine Angabe - 0,32 % griechisch-katholisch |

| Jahr                | 1994   | 2004    | 2014    | 2024    |
| ------------------- | ------ | ------- | ------- | ------- |
| Anzahl der Personen | 10.582 | 10.814  | 10.191  | 9293    |
| Unterschied         |        | +2,19 % | −5,76 % | −8,81 % |

| Jahr                | 2023 | 2024    |
| ------------------- | ---- | ------- |
| Anzahl der Personen | 9339 | 9293    |
| Unterschied         |      | −0,49 % |

## Sehenswürdigkeiten

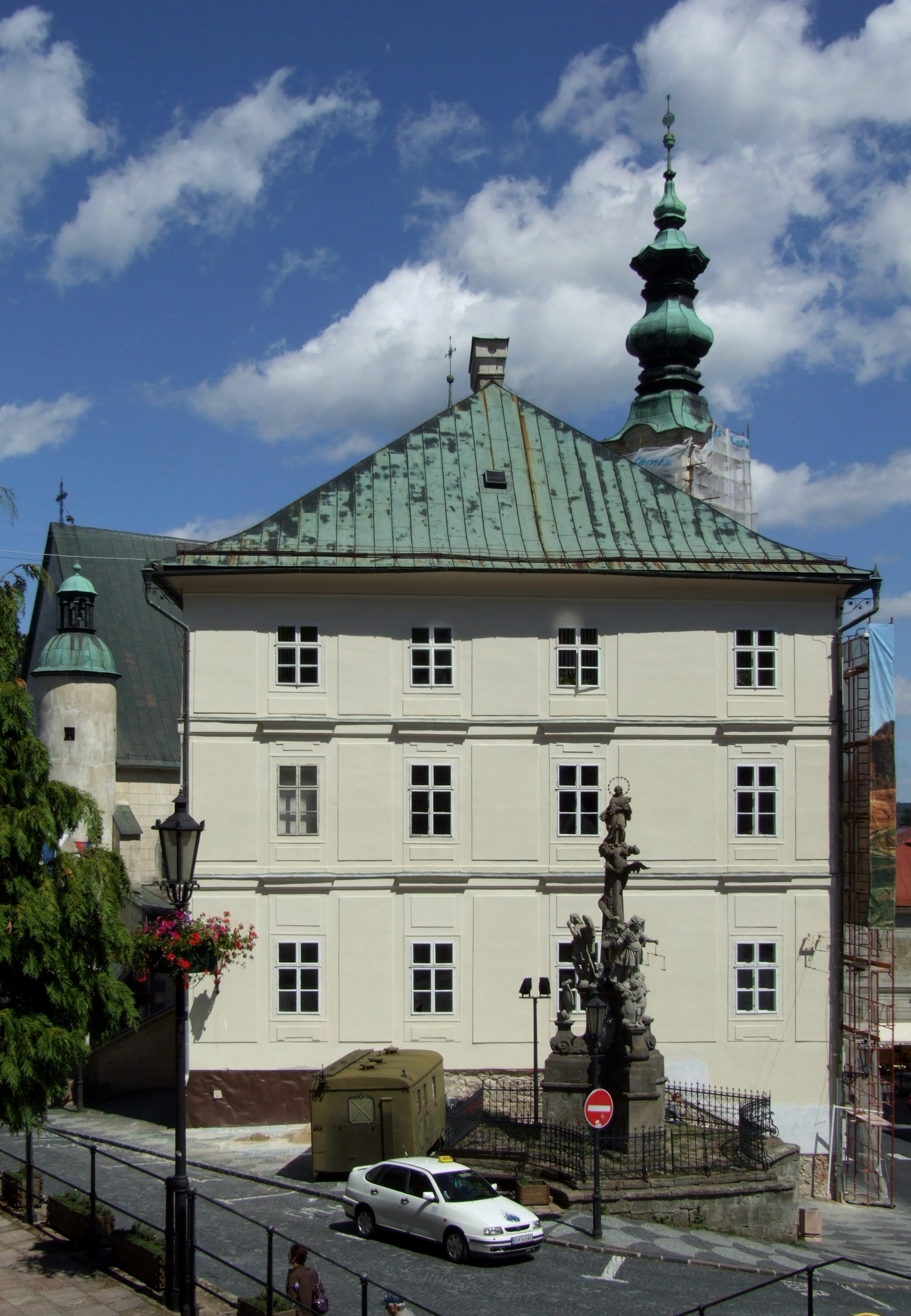
Rathaus

Als Zentrum der Stadt gilt der Platz Trojičné námestie (deutsch: Dreifaltigkeitsplatz) zusammen mit dem Platz Radničné námestie (deutsch: Rathausplatz). Auf dem Platz Trojičné námestie befindet sich eine barocke Marien- und Dreifaltigkeits-Pestsäule. Die zuerst nach der Pestepidemie 1710–1711 errichtete Pestsäule wurde durch diese 1759–1764 ersetzt. Das größte Gebäude des Platzes ist das Hallenbach-Haus, das ursprünglich ein Berggericht, später die Berg- und Forstakademie beherbergte. Zwischen den zwei Plätzen befinden sich die spätgotische Kirche der Hl. Katharina von 1491, die einst als „Slowakische Kirche“ bekannt war, und das Rathaus, im 14. Jahrhundert erbaut und zum heutigen Aussehen 1787–88 umgebaut. Als Kuriosum gilt der Minutenzeiger der Uhr am Uhrturm als Stundenzeiger und umgedreht. Ein bedeutendes weltliches Gebäude im Zentrum ist der Kammerhof an der Kammerhofská ulica, der im 16. Jahrhundert durch Verbindung mehrerer Häuser entstand. Er war Sitz des Kammerhofs und des Kammergrafs, der für das Bergbaugebiet der heutigen Mittelslowakei zuständig war. Heute ist das Gebäude Hauptsitz des Slowakischen Bergbaumuseums (slowakisch: Slovenské banské múzeum). Die Kirche Mariä Himmelfahrt, die ursprünglich gegen 1230 entstand, wurde nach einem Brand im Jahr 1806 klassizistisch umgebaut und war als Deutsche Kirche bekannt. Die turmlose evangelische Kirche wurde in den Jahren 1796–98 nach den Vorschriften des Toleranzpatents von Joseph II. errichtet.
Über der Stadt erheben sich zwei Festungen, die einmal zusammen mit der städtischen Befestigung die Stadt schützten. Das Alte Schloss (slowakisch: Starý zámok) unmittelbar über dem Trojičné námestie war ursprünglich eine im 13. Jahrhundert errichtete dreischiffige romanische Basilika. Nachdem die Türken in den 1540er Jahren weite Teile des Königreichs Ungarn besetzt hatten, wurde die Kirche in eine Festung umgebaut. Diese wurde um die in den Jahren 1564–71 errichtete Festung auf einem gegenüberliegenden Hügel ergänzt, die als Neues Schloss (slowakisch: Nový zámok) bekannt ist. Dieses besteht aus einer sechsstöckigen Renaissancefestung mit vier Bastionen. Es beherbergt heute ein Museum der antitürkischen Kriege und bietet einen guten Ausblick auf die Stadt. Von der ehemaligen Befestigung ist nur das Tor Piargská brána, ein barockisiertes Renaissance-Tor aus dem Jahr 1554, erhalten geblieben.

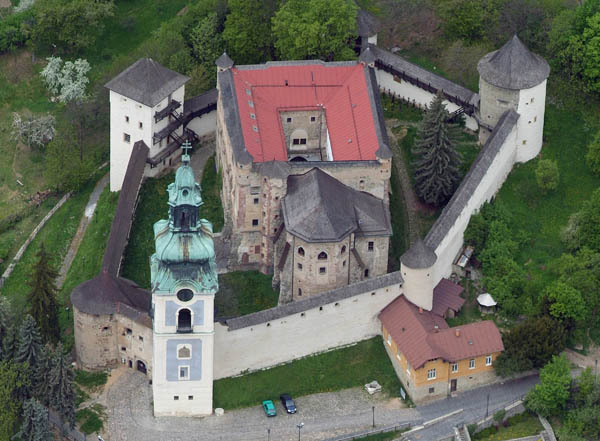
Luftaufnahme Altes Schloss
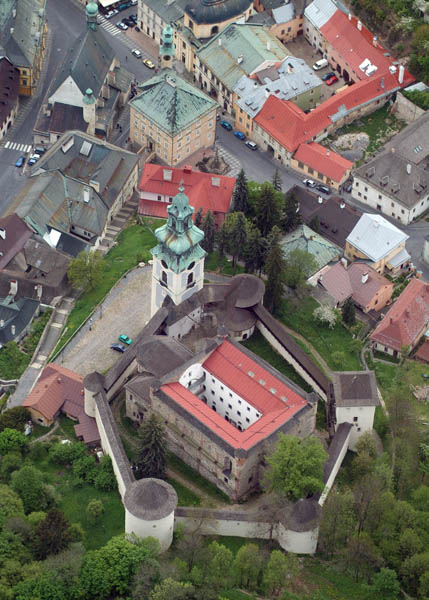
Luftaufnahme Altes Schloss
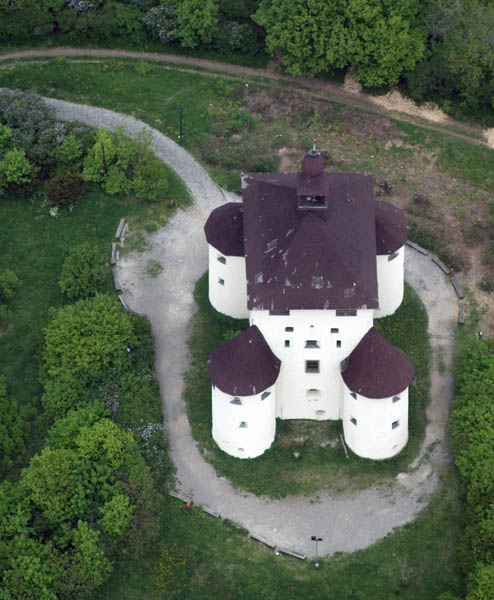
Luftaufnahme Neues Schloss

Im Stollen Glanzenberg an der Straße Kammerhofská ist eine Ausstellung beherbergt. Zwei Kilometer vom Stadtzentrum entfernt befindet sich das Bergbaumuseum im Freien (slowakisch Banské múzeum v prírode), wo Fahrten in ein mittelalterliches Bergwerk (Schaubergwerk Štôlna Bartolomej) stattfinden. Noch in der Stadt befindet sich ein 1810 errichteter, 1838–61 erweiterter Botanischer Garten, eine ca. 4 ha große Grünfläche mit etwa 250 Pflanzenarten, darunter ein amerikanischer Sequoiabaum von 1877. Östlich der Stadt befindet sich der Kalvarienberg, ein Komplex dreier Kirchen, neunzehn Kapellen und einer Figurengruppe am und unter dem Berg Ostrý vrch (deutsch: Scharffenberg), der im Zeitraum 1744–51 unter einem großen Beitrag von Jesuiten entstand.

## Verkehr
Banská Štiavnica ist an das Straßennetz gut angeschlossen: die Staatsstraße 51 (vormalige Landesstraße 525) verbindet die Stadt mit Hronská Dúbrava (Anschluss an die Schnellstraße R1, E 58 Richtung Zvolen) und Hontianske Nemce (Anschluss an die Staatsstraße 66, E 77 Richtung Budapest). Nach Westen besteht auch die Landesstraße 524 über Bátovce, mit Anschluss in die Stadt Levice und eine Kreisstraße nach Žarnovica, wo ebenfalls Anschluss an die R1 besteht.
Die Stadt ist Endpunkt der Bahnstrecke Hronská Dúbrava–Banská Štiavnica und es bestehen mehrere Nahverkehrsverbindungen zu den Bahnhöfen von Hronská Dúbrava und Zvolen.
Die Stadt betreibt ein kleines ÖPNV-Netz und es bestehen direkte Busverbindungen nach Bratislava, Nitra, Levice, Žiar nad Hronom, Zvolen und Banská Bystrica.

## Partnerstädte
- Soragna, Italien
- Olsztynek, Polen
- Ptuj, Slowenien
- Hünenberg, Schweiz
- Moravská Třebová, Tschechien
- Sopron, Ungarn

## Söhne und Töchter der Stadt
In Schemnitz geboren wurden:
- Christoph Kirmeser (* um 1550), Rektor der Stadt- und Pfarrschule in Neisse; Propst des Augustiner-Chorherrenstifts in Glatz und Verfasser einer Predigtsammlung
- David Samuel von Madai (1709–1780), Mediziner und Numismatiker
- Jozef Karol Hell (1713–1789), Bergbauingenieur, Erfinder einer Wasserpumpe
- Maximilian Hell (1720–1792), Astronom und Jesuit
- Anton Ernst von Mittrowsky (1735–1813), Adliger, Gutsbesitzer, k. k. Kämmerer und Generalmajor
- Joseph Franz von Jacquin (1766–1839), Chemiker und Botaniker
- Johann Joseph Rösler (1771–1813), Komponist
- Leopold von Geramb (1774–1845), österreichischer General der Kavallerie, Ritter des Maria-Theresia-Ordens und zweiter Inhaber des Husaren-Regiments Nr. 4.
- Anton von Puchner (1779–1852), General
- Placidus Feger (1804–1882), Benediktiner
- Albin Körösi (1860–1936), Romanist, Hispanist, Katalanist, Übersetzer und Literaturwissenschaftler
- Felizian Josef Moczik (1861–1917), Organist, Chorleiter und Maler
- Domokos Kosáry (1913–2007), Historiker
- Vladimír Bahna (1914–1977), Filmregisseur und Drehbuchautor
- Radko Stöckl (1924–1984), Pädagoge und Politiker (SPD), MdL
- Ľudovít Lačný (1926–2019), Schachkomponist
- Anton Hykisch (1932–2024), Autor und Politiker, Mitglied des Nationalrats
- Magda Vášáryová (* 1948), Schauspielerin und Politikerin, Mitglied des Nationalrats
- Adam Hudec (* 1949), Musiker und Komponist
- Miroslav Čiž (1954–2022), Politiker (SMER)
- Jaroslav Paška (1954–2021), Politiker, MdEP
- Ulrika Babiaková (1976–2002), Astronomin und Asteroidenentdeckerin

## Trivia
Nach der Geburtsstadt seiner Entdeckerin Ulrika Babiaková wurde der Hauptgürtelasteroid (22185) Štiavnica benannt.